# Antonio Cañadas
Antonio Cañadas Zapata (San Javier (Murcia) 13 de junio de 1979) es un futbolista español. Juega de Centrocampista y su club actual es el CF Lorca Deportiva.

## Trayectoria
Empezó jugando al fútbol en el equipo de su ciudad la AD Mar Menor, en 1998. En 1999 ingresó en el filial del Elche CF el Elche Ilicitano militando durante 4 temporadas con una cesión al CD Toledo en la temporada 2000/2001 año que eliminaron de la copa del Rey al Real Madrid., hasta que recaló en las filas del Club Deportivo Alone de Guardamar en la temporada 2000, en esta misma temporada juega en el primer equipo del Elche CF.  En la 2003/04 el futbolista ficha de nuevo por la AD Mar Menor.
Ya en el año 2004 ficha por Cd'E Sabadell, donde milita 2 temporadas en las que hace un gran número de goles y se erige como uno de los jugadores más queridos por la afición, pese a su descenso a tercera en su segunda temporada. En la temporada 2006/2007 ficha por el Real Jaén donde demuestra gran fútbol y se convierte en todo un ídolo para la afición jienense pero los problemas económicos del club andaluz hacen que Cañadas no pueda continuar en el equipo, por eso es fichado por el Alicante CF con el que consigue un ascenso a Segunda División. En la temporada 2008/09 Cañadas deja el Alicante para fichar por el equipo almeriense del Poli Ejido de la Segunda División B. En la temporada 2010/2011 firma por el Real Murcia tras su descenso a Segunda División B.
Dicha temporada, la 2010/2011, se convierte en uno de los jugadores más importantes del conjunto grana. Es un jugador que demuestra gran capacidad a balón parado y una gran capacidad técnica y goleadora La temporada concluye con el conjunto murciano como campeón del grupo IV de la Segunda División B y con el ascenso frente al Club Deportivo Lugo por un global de 2-1. Cañadas disputa un total de 27 partidos y anota 8 goles.
Para la temporada 2011/2012 abandona el conjunto grana y ficha por el Club Deportivo Alcoyano, recién ascendido a la Segunda División tras décadas de ausencia. La temporada transcurre en los puestos bajos de la clasificación y finalmente no se consigue la permanencia. Cañadas disputa un total de 23 partidos, marcando 2 goles.
Para la temporada 2012/2013 ficha por el Fútbol Club Cartagena, recién descendido de Segunda División y cuyo objetivo será el ascenso de categoría. Con el conjunto departamental, termina la liga regular como subcampeón de grupo y disputa las eliminatorias de ascenso a Segunda División. Disputando entre Liga y Fase de Ascenso 29 partidos (14 como titular, 4 goles) y en la Copa del Rey 1 encuentro.
Para la temporada 2013/2014 se compromete con el Orihuela CF, que competirá en el Grupo 6 de Tercera pero una gran oferta del líder del grupo, CD Eldense hace que Cañadas fiche en el mercado invernal por dicho equipo. De diciembre hasta final de temporada consigue 8 goles siendo pieza fundamental para que el equipo de Elda consiga el ansiado ascenso a 2aB. Este mismo año es nombrado mejor jugador de la categoría del Grupo 6 de tercera división.
Actualmente tiene contrato en vigor con el CD Eldense con el que competirá en la temporada 14/15 en 2aB.

## Clubes
| Clubes                         | País   | Año          |
| ------------------------------ | ------ | ------------ |
| AD Mar Menor                   | España | 1998-1999    |
| Elche Ilicitano                | España | 1999-2000    |
| CD Guardamar                   | España | 2000         |
| Elche CF                       | España | 2000         |
| CD Toledo                      | España | 2000-2001    |
| Juventus B                     | Italia | 2001-2002    |
| RCD Mallorca                   | España | 2002-2003    |
| AD Mar Menor                   | España | 2003-2004    |
| Cd'E Sabadell                  | España | 2004-2006    |
| Real Jaén                      | España | 2006-2007    |
| Alicante CF                    | España | 2007-2008    |
| Poli Ejido                     | España | 2008-2010    |
| Real Murcia                    | España | 2010-2011    |
| Club Deportivo Alcoyano        | España | 2010-2011    |
| Fútbol Club Cartagena          | España | 2012-2013    |
| Orihuela CF                    | España | 2013-2014    |
| CD Eldense                     | España | 2014- 2017   |
| Club de Fútbol Lorca Deportiva | España | 2017- Actual |